# 太陽の子エステバン
『太陽の子エステバン』（たいようのこエステバン、仏: Les mystérieuses cités d'or）は、日本のスタジオぴえろとフランスのDICによる共同制作のテレビアニメである。

## 概要
1982年制作のSF冒険アニメで、1話28分、全39話である。アニメーション制作はスタジオぴえろ。第7話からフランスのDICAudiovisuel（現DICエンターテイメント、ワイルドブレイン）との共同制作となり、当初なかったSF要素の強いメカニックを登場させる路線変更が行われた。日本では1982年6月29日から1983年6月7日にかけてNHK総合で放送された。フランスではアンテンヌ2の子供向け番組・Récré A2内で1983年9月28日より放送された。本放送後にはアニメーション本編Bパートラストに直結する形で「ドクトル順平のなるほど！百科」（約5分間）が全話に渡って放送。収録はNHKラジオの放送スタジオを使用していた。

## ストーリー
16世紀、マゼラン隊の世界一周から10年後。スペインのバルセロナで育った少年エステバンは、10年前に彼を難破船から救った航海士メンドーサの誘いで、その時行方不明になった父の手掛かりでもある黄金都市を探しに新大陸（現・中南米）へ旅立つ。自分と同じペンダントを持つインカの少女シアやムー大陸文明の英知を受け継ぐ少年タオと出会い、共に旅を続けるが、彼らは黄金を狙って先住民を蹂躙するスペイン人や、黄金都市の真の宝であるムーの「大いなる遺産」を狙うオルメカ人の陰謀と闘うことになる。

## 登場人物
- 声優は初回放送時 / BS放送時

### 主要人物
エステバン
声 - 野沢雅子
主人公。12歳。
幼少の頃、太平洋を父親とともに漂流していたところを、マゼラン探検隊航海士だったメンドーサによって助けられる。父親はエステバンをメンドーサに託したあと高波にさらわれてしまう。エステバンは不思議な「黄金のペンダント」をぶら下げていた。
幼年期はスペイン・バルセロナの大司教ロドリゲス神父のもとで過ごす。それから十数年後。港町の酒場でメンドーサに再会したエステバンは、育ての親である神父の死をきっかけに自らの生い立ちを知ることになり、希望の地「新大陸」へと船出した。彼が祈ると雨や嵐が鎮まり太陽が現れるというので「太陽の子」と呼ばれている。ストーリー開始当初は高所恐怖症だったが、徐々に克服していく。
シア
声 - 小山茉美 / 佐久間レイ
ヒロイン。11歳。
インカ神官パパカマヨの娘。
父とともにインカの村プーナで暮らしていたが、7歳のときにピサロの襲撃に遭う。その後、イスパニア王女マルガリータのもとへ贈られた。
数年後、スペインの港町バルセロナでエステバンと出会い、故郷の新大陸へ旅立つことになった。
エステバンと同じ「黄金のペンダント」を胸に下げている。
タオ
声 - 堀絢子 / くまいもとこ（第5話 - 第39話）
13歳。
一夜にして滅んだ超文明「ムー」の子孫であり最後の生き残り。父と死別して以来、独りで太平洋のガラパゴス諸島の一島に暮らしていた。
ある日、島の予言どおりに現れたエステバンたちの前に現れ、シアをさらって「キープ」の秘密を解読させる。
伝説の太陽の船「ラ・ムー号」を手にしたタオは、エステバンたちとともに東方の新大陸を目指すことになる。
先祖から受け継いだ知識を活かし、遺跡の謎を解いたりカラクリを作ったりする。また、家宝である「ムーの事典」と「黄金の壷」を持つ。
グイン
声 - 植竹真子 / 斉藤祐子（第7話 - 第39話）
タオの可愛がっているオウム。
メンドーサ
声 - 佐々木功 / 内田直哉
28歳。
魔のマゼラン海峡を三度にわたってくぐり抜けてきた歴戦の船乗り。赤子のエステバンを嵐の海から救い上げた。
一等航海士として「エスペランサ号」に乗船していたが、バルセロナの酒場で出会った少年がエステバンだと知り、彼を幻の黄金都市「エル・ドラード」の眠る新大陸の冒険へ導くことになる。
当初はエステバンたちを黄金都市の手がかりとしてしか見ていなかったが、徐々に保護者的な心情が芽生えていく。
ペドロ
声 - 肝付兼太 / 中村大樹
メンドーサの子分。ノッポ。
サンチョ
声 - 青野武 / 桜井敏治
メンドーサの子分。太っちょ。

### スペイン
ピサロ
声 - 富田耕生 / 堀勝之祐（第8話 - 第10話・第19話）
リマ総督。
幼少のシアをさらい、スペインにいる「マルガリータ王女」への贈り物にしようとした。しかし、シアが「黄金都市」の手がかりが記された「キープ」を読むことができると知り、ゴメスに命じて本国から連れ戻させる。
ゴメスなどに命じて執拗にシアたちをつけ狙う。
ゴメス
声 - 納谷悟朗 / 玄田哲章（第1話 - 第4話・第7話 - 第12話・第14話 - 第16話・第20話・第32話・第34話 - 第39話）
スペイン軍司令官。
冷徹・有能な指揮官で、ピサロ総督の右腕として仕えていたが、任務にことごとく失敗。副官ガスパルとともにピサロの軍から離反する。
大コンドル奪回のために、エステバンたちと協力してオルメカ人を撃退した。
ガスパル
声 - 内海賢二 / 納谷六朗（第2話 - 第4話・第7話 - 第12話・第14話 - 第16話・第20話・第32話・第34話 - 第39話）
ゴメスの忠実な副官。
ペレス
声 - 鎗田順吉、滝口順平 / 糸博（第1話 - 第4話）
エスペランサ号の船長。
グルーチョ
声 - 石丸博也 / 仲木隆司（第8話 - 第9話）
ピサロ配下のスペイン兵隊長。
ルカス
声 - 藤城裕士 / 小形満（第19話）
ピサロ配下の青年将校。
ナスカの町で黄金を剥奪する任務に従事していた。エステバンたちの乗った黄金の大コンドルが砂漠に飛び去っていくのを目撃し、ピサロとともにナスカ高原に駆けつける。
アンドレス
声 - 嶋俊介 / 星野充昭（第19話）
ピサロ配下の軍人。
ドクトル
声 - 嶋俊介 / 納谷悟朗（第24話 - 第27話・第31話・第35話）
本名フェルナンド＝ラゲール。通称「ドクトル」（博士）。
マリンチェとともにエステバンをつけ狙うスペイン人の学者。
ロドリゲス神父（リヨレンス神父）
声 - 高木均 / 鈴木清信（第1話）
バルセロナ・カテドラルの神父。エステバンの育ての親。
マゼラン
（第1話）
若き船乗りだったメンドーサに航海術と情熱を教えた。
マルガリータ王女
（第1話）
スペインの王女。
ピサロから贈られた、シアを侍女として傍に置いていた。

### インカ
トハカ
声 - 中尾隆聖 / 柴本浩行（第8話 - 第9話）
インカの村の青年。
他の村人たちと一緒にツンベスの砦に囚われていたところを、メンドーサとエステバンたちに助けられる。
アポ
声 - 千葉順二 / 槐柳二（第8話 - 第9話）
インカの村の長老。
トハカと一緒に捕らえられていた。
パチャ
声 - 辻村真人 / 野本礼三（第10話）
ツンベスの地下神殿の神官。
黄金都市の在りかをピサロに喋らなかったために、長い間神殿に閉じ込められていた。
神殿を訪ねて来たエステバンたちをピサロの軍から逃がすため、神殿を支えていた巨大氷柱を溶かす仕掛けを発動、自らは神殿と運命を共にした。
クラカ
声 - 北村弘一 / 川久保潔（第12話 - 第14話・第16話・第20話）
老いたる峰（マチュ・ピチュ）の町を治める王。
ワイナ
声 - 玄田哲章 / 宇垣秀成（第11話 - 第12話・第14話・第16話）
クラカに仕える老いたる峰の町の戦士。ジャガーの毛皮を被っている。
クラカの命令でエステバンたちを町まで案内した。
ケチャ
声 - 辻村真人 / 園部啓一（第11話 - 第12話・第14話・第16話）
クラカに仕える老いたる峰の町の戦士。
ワイナと同様にエステバンたちを護衛する任務を授かる。
ユパンキ
声 - 石丸博也 / 藤城裕士（第12話・第14話 - 第15話・第20話）
黒ワシ砦の守備隊長。
クラカの命令で、老いたる峰の入り口にある要塞を死守していた。
マユカ
声 - 千葉耕市 / 八木光生（第13話・第20話）
各地の村々を放浪していた物知りの老人。エステバンの両親のことと思われる物語を語った。
ヤクーナ
声 - 上田みゆき / 潘恵子（第13話）
クラカの王宮に住む召使の女性。
エステバンたちの身の回りの世話をするためにクラカから遣わされる。
チュシ
声 - 三田ゆう子 / 小田木美恵（第13話）
老いたる峰の町に住む女の子。
町に現れたエステバンをビラコチャの使いとして畏れていた。しかし、気さくなエステバンを見て打ち解ける。
ロカ
声 - 小原乃梨子 / ?（第13話）
チュシといっしょにいた男の子。
マユカの居場所を知っている友達のイラマをエステバンに紹介する。
イラマ
（第13話）
ロカの友達。
マユカが老いたる峰にいることをエステバンに教える。
パパカマヨ
声 - 辻村真人 / 北村弘一（第31話 - 第33話）
シアの父。
プーナの長だったが、用事を済ませて戻ってくると、村はスペイン人に襲われ、娘のシアはピサロにさらわれたあとだった。
その後、黄金都市を探し求めて各地を放浪の末、マヤに「新しい太陽の村」を築く。
4年後、成長したシアと再会するが、黄金都市の秘密を示したパパカマヨはオルメカ人の矢傷が元で急逝する。
パト
（第11話・第14話・第20話）
シアが幼いころに飼っていたコンドル。11話で村に戻って来た彼女と再会、20話ではマヤへ向かう一行を子供たちと共に見送った。

### 湖の部族
ラナ
声 - 信沢三恵子 / 浅田葉子（第16話）
トトラの村サバルの娘。
パチャ･ママの生け贄に捧げられるためにウルブ族にさらわれたが、逃げ出して倒れているところをエステバンたちに助けられた。
サバル
声 - 藤城裕士 / 中村秀利（第16話）
ラナの父親。
湖の村「トトラ」の長。さらわれた娘を助けてくれたエステバンたちを歓迎する。
クルガ
声 - 加藤治 / 大友龍三郎（第16話 - 第17話）
巨人ウルブ族の一人。
大地の女神パチャ･ママの生け贄に湖の村からラナをさらう。ラナが逃げ出したために再び村を襲うが、失敗して一族から追放される。

### アマゾネス
サバ
声 - 池田昌子 / 潘恵子（第21話 - 第22話）
アマゾネスの国の女王。
太陽を呼んだエステバンを太陽の子として王国に歓迎する。
チルカ
声 - 岡本茉利 / 西村ちなみ（第22話）
サバに仕えている少女。
女王のお気に入りで、エステバンたちの代わりに雨の神の生け贄にされそうになる。
オムロの陰謀にいち早くから気づいていた。
パウラ
声 - 上田みゆき / 安達忍（第21話 - 第22話）
アマゾネスの国の女戦士。
女王サバの信任の厚い人物であり、アマゾネスたちの隊長として部隊を任されている。
オムロ
声 - 花形恵子 / くじら（第21話 - 第22話）
アマゾネスの国の魔女。
雨の神と交信できる巫女として人々から恐れられている。しかしそれは、ムーの力「気圧計」を使って雨の降ることを予測していただけだった。
国を乗っ取ることに失敗したオムロは、敵対関係にあったセイバン族とアマゾネスの国を滅ぼそうとするも、エステバンたちに阻止される。
ローダ
声 - 滝沢久美子 / 村上はるみ（第21話 - 第22話）
アマゾネスの一人。
オムロと共謀して女王を追放しようと目論むが失敗する。

### マヤ
マイナ
声 - 麻上洋子 / 池澤春菜（第30話 - 第34話・第39話）
オルメカの奴隷にされていたマヤの少女。
ワナコチャの恋人。パパカマヨを父親のように想って世話をしていた。
ワナコチャ
声 - 井上和彦 / 梁田清之（第31話 - 第35話・第37話・第39話）
マヤの村「新しい太陽の村」の勇敢な青年。
マイナの婚約者。オルメカ人に追われていたエステバンたちを間一髪のところで助けた。
チホルトウン
声 - 長堀芳夫 / 永野広一（第33話 - 第35話・第37話）
マヤの村の酋長。
オルメカ打倒のために訪れたワナコチャの申し出を断るが、その後、近隣の酋長たちとともにワナコチャの軍に加わる。
トラスシンゴ
声 - ? / 小室正幸（第25話）
マヤの「聖なる泉の村」の酋長。
マリンチェの友人。
マリンチェ
声 - 吉田理保子 / 勝生真沙子（第24話 - 第27話・第31話・第35話）
スペイン人ドクトルらと行動をともにしている女性。
「聖なる泉の村」の酋長トラスシンゴの友人。
新大陸の人間。ドクトルやテテオラとともに徒党を組んでエステバンたちをつけ狙う。
テテオラ
声 - 富田耕生 / 梁田清之（第24話 - 第27話・第31話・第35話）
マリンチェの忠実な僕である巨漢。
ドクトル一味に加わってエステバンたちの冒険の妨害をする。

### オルメカ
本作ではオルメカ人は太古にムーとの戦争で共倒れになったアトランティスの末裔とされている。生殖能力を失っており、滅亡回避のために他民族の若い細胞を集め、老化を遅らせる薬の効果を最大限発揮できる気候を作るために黄金都市の「大いなる遺産」を狙っている。
メトナル
声 - 大木民夫 / 辻村真人（第29話 - 第32話・第34話 - 第39話）
オルメカ族の首長。
高度な文明と圧倒的な科学力で、近隣のマヤの村々を脅かしていた。
カルメク
声 - 玄田哲章 / 梅津秀行（第29話 - 第32話・第34話 - 第39話）
首長メトナルに仕える側近。
メトナルに次ぐ、オルメカ人ナンバー2の貴族。黄金都市に侵入して「大いなる遺産」を奪った。

### 黄金都市
黄金都市神官
声 - 高木均 / 千葉繁（第37話 - 第39話）
黄金都市の扉を守っている神官。
代々その役目は神官の家系が担ってきたが、現在は、病死した先代の遺志を受け継いで別の人物が成り代わっていた。
その人物とは、嵐の海で生き別れになったエステバンの父だった。
太陽の紋章を持ったエステバンと再会を果たすも、その素性を隠したまま「大いなる遺産」の暴走を食い止めるために大地の裂け目へと姿を消した。

### その他
- 冒頭ナレーション - 城達也 / 堀勝之祐
- 前回までのあらすじ・次回予告ナレーション - 増山江威子 / なし
- 役名不明 - 屋良有作、笹岡繁蔵、平井隆博、関俊彦、三木豊、 津久井教生(全て初回放送時に表記)

## 古代超文明の遺産
黄金のペンダント
エステバンとシアが持つ。シアの家では長女が代々継承してきたが、エステバンの方は父以前にどう継承されてきたか不明。三日月と太陽が合わさった円形の紋章で、太陽の紋章を取り外して黄金都市の門の鍵穴にはめると開門する。
黄金の壺
タオの家に代々伝わる。「開ける方法は黄金都市の神官のみが知る」と伝えられていたが、実は「大いなる遺産」の暴走を止める装置だった。
ムーの事典
タオの家に代々伝わる書物。ムー文明の失われた知識が記されている。
ラ・ムー号
ムーの遺産の一つで、タオの住んでいた島の「やせた月の岬」に隠されていた巨大船。普段は帆船だが、出入口のない部屋のレバーを引くと帆が太陽光を吸収するパネルに替わり、そのエネルギーで多数の櫂を動かし進む。操舵室のレバーの一つを引くと天辺のパネルから熱線を発射する。その隣の赤いレバーは自爆スイッチであり、スペイン軍に乗っ取られた際にタオはインディオの村を守るためやむなく自爆させた。
大コンドル
ラ・ムー号と同じくムーの遺産の一つ。パチャ・ママ山の遺跡にあったメダルを外すと出現した。そのメダルをコンソールにはめると太陽光によるエネルギーにより飛行する。初登場時は自動操縦によりエステバン達を乗せて飛行したが、太陽が沈むのに合わせて着陸。着陸後、メダルを外そうとした際に黄金のコブラの形をした操縦桿がコンソールに出現する。以降、エステバンをメインパイロットとして、物語中盤から後半にかけて活躍した。基本武装はされていないが、オルメカとの戦いではタオが石を投下する仕掛けを付けた。
水晶塔
オルメカの基地「煙る盾の山」中央に据えられた巨大な水晶石。太陽光と地熱からエネルギーを得られる。根元にある「太陽のかまど」に黄金都市の「大いなる遺産」を据えて起動すれば、永遠に太陽の力を得られるという。
巨石神像
オルメカの飛行兵器。円錐台形の本体に、2つの顔と三脚が付いた形。底部から光線を放ち、浴びたマヤ兵は蒸発してしまった。5つに分離行動もできる。最後は黄金都市の自動防衛システムで迎撃され、メトナルとカルメクの乗った中枢部のみで「煙る盾の山」に逃げ帰った。
大いなる遺産
黄金都市の真の宝。永遠に太陽の力を生み出せる炉の様な物。正しく使えば大きな恩恵が得られるが、使い方を誤ると地下へどこまでも沈み込み、地殻変動を引き起こす。また全ての生物を死滅させる「悪魔の息吹」を吐き出す。これを止めるには「黄金の壷」を遺産の芯にはめ込むしかないが、「悪魔の息吹」の中を進む（防護手段は登場しない）ので生還の望めない危険任務である。

## スタッフ

### アニメパート
- 原案 - スコット・オディール 『黄金の七つの都市』、早坂暁 [注釈 1]
- 脚本 - 馬嶋満、金子満、吉川惣司[1]
- 音楽 - 越部信義[1]
- アニメーション（初回放送時は、担当が不明確に表示） - 岡田敏靖([キャラクターデザイン担当)[1]、中村光毅(美術監督担当)[1]、若菜章夫（スタジオギャロップ、撮影監督担当）[1]、杉村重郎、高本宣弘（スタジオギャロップ、撮影担当）、坂本雅紀（編集担当）[1]、江村豊秋、田口智子、三浦智、 中村和子、青木悠三、小林勝利、小磯栄子(「ニルス」では仕上検査)、 松本堯一(「ニルス」では製作担当)、木村房代(「ニルス」では設定進行）、伏川政明(「ニルス」では制作デスク）、宮内季美子(「スプーンおばさん」では編集)、中峰みどり(「うる星やつら」では色指定)、阿部郷・寺岡伸治(「うる星やつら」では特殊効果)、細川修一(「まいっちんぐマチコ先生」では進行)他
- タイトル - 八巻磐、ほんだゆきお、南家こうじ
- 協力 - 寺田和夫（東京大学教授）[初回放送時全話表示]、以下、話によって異なる。ペルー大使館、メキシコ観光協会、コロンビア大使館[以上BS放送時全話表示]、ブラジル大使館、ベネズエラ大使館
- アニメーション制作 - MK（渡辺忠美）、スタジオぴえろ（鳥海永行）※アニメーション制作担当としてクレジットされた。
- 共同制作 - NHKサービスセンター（表記はNHK）、ルクセンブルク放送会社、ベルナール・デリエス、エドワール・ダビド（DIC Audiovisuel）
- 演出 - 村上憲一、丸山建一
- 制作 - 黛叶、矢島敦美
- 企画・制作 - NHK

### 「ドクトル順平のなるほど！百科」パート
- お話 - ドクトル順平（寿里順平）
- フィルム撮影 - 加藤安一、北口誠之
- フィルム編集 - 松本哲夫
- 技術 - 江口正孝、小倉善二
- 音響効果 - 涌井隆一、田中正男

### NHK BS2再放送版
※上記の本放送当時の制作スタッフクレジットに加えて、再放送時は以下のクレジット（★印）が追加された。
- 音響監督★ - （BS新録版、1998年）中野徹
- 音響制作★ - （BS新録版、1998年）HALF H・P STUDIO
- BS再放送版プロデューサー★ - 由良岳彦（NHKプロモーション）
- BS再放送版録音調整★ - 梨本亮子、平野延平
- BS再放送版制作担当★ - 大沢わかな、植田裕子

## 主題歌
全楽曲、作詞 - 阿久悠 / 作曲 - 大野克夫 / 歌 - パル（キングレコード/スターチャイルド）
オープニングテーマ「冒険者たち」
編曲 - 大野克夫
エンディングテーマ「いつかどこかであなたに会った」
編曲 - 大野克夫
アニメ放送開始前の1982年4月にNHKの『みんなのうた』で放送された。ただし、同番組のテレビ放送では本作からの映像は使用されず、ある船の船員たちと周囲の風景を撮影した実写映像が使用された。
挿入歌 「黄金のコンドル」
編曲 - 佐藤準

## 各話リスト
- サブタイトル内の下にあるタイトルはBSで放送時のもの。

| 話数   | 放送日         | サブタイトル                      | 絵コンテ   | 演出       | 作画監督        |
| ------ | -------------- | --------------------------------- | ---------- | ---------- | --------------- |
| 第1話  | 1982年 6月29日 | なぞの黄金都市                    |            | 鳥海永行   | 岡田敏靖        |
| 第2話  | 7月6日         | 魔のマゼラン海峡へ                |            | 立場良     | 岡田敏靖        |
| 第3話  | 7月13日        | 大竜巻の恐怖                      |            | 西久保瑞穂 | 岡田敏靖        |
| 第4話  | 7月20日        | 魔の海の漂流                      |            | 立場良     | 岡田敏靖        |
| 第5話  | 7月27日        | 世界の果ての島 世界の涯ての島     |            | 立場良     | 岡田敏靖        |
| 第6話  | 8月3日         | ラ・ムーの巨船                    |            | 立場良     | 川端宏          |
| 第7話  | 8月24日        | 巨大船の秘密                      |            | 西久保瑞穂 | 岡田敏靖        |
| 第8話  | 8月31日        | はじめての新大陸                  |            | 立場良     | 川端宏          |
| 第9話  | 9月7日         | ラ・ムー号の最後                  |            | 立場良     | 川端宏 上梨一也 |
| 第10話 | 9月14日        | 地下神殿の秘密                    |            | 鳥海永行   | 川端宏          |
| 第11話 | 9月21日        | 魔境からの使者                    |            | 立場良     | 川端宏 上梨一也 |
| 第12話 | 9月28日        | ペンダントの秘密                  |            | 西久保瑞穂 | 川端宏 上梨一也 |
| 第13話 | 10月5日        | 父と母との伝説                    |            | 鳥海永行   | 川端宏 上梨一也 |
| 第14話 | 10月12日       | 2つのペンダント 2ツのペンダント   |            | 立場良     | 川端宏 上梨一也 |
| 第15話 | 10月26日       | 最後の脱出                        |            | 鳥海永行   | 岡田敏靖        |
| 第16話 | 11月9日        | 巨人族の襲撃                      |            | 鳥海永行   | 川端宏          |
| 第17話 | 11月16日       | 黄金の大コンドル                  |            | 立場良     | 上梨一也        |
| 第18話 | 11月23日       | 大コンドルの秘密                  |            | 西久保瑞穂 | 川端宏          |
| 第19話 | 11月30日       | 奪われた大コンドル                |            | 立場良     | 上梨一也        |
| 第20話 | 12月7日        | 新たなる旅立ち あらたなる旅立ち   |            | 鳥海永行   | 岡田敏靖        |
| 第21話 | 12月14日       | 緑の魔境アマゾネス                |            | 立場良     | 川端宏          |
| 第22話 | 12月21日       | 太陽の子と雨神の魔女              |            | 馬場健     | 岡田敏靖        |
| 第23話 | 1983年 1月11日 | マヤの神の怒り 聖なる泉の秘密     |            | 立場良     | 川端宏          |
| 第24話 | 1月18日        | ヒスイ仮面の秘密                  |            | 立場良     | 川端宏          |
| 第25話 | 1月25日        | 黄金人間の祭り                    |            | 立場良     | 岡田敏靖        |
| 第26話 | 2月15日        | 秘境 雨の神の沼 秘境 雨神の沼へ   |            | 立場良     | 岡田敏靖        |
| 第27話 | 2月22日        | 解けた写本の謎                    |            | 立場良     | 川端宏          |
| 第28話 | 3月1日         | 秘密の土偶の森 謎の黄金都市の場所 |            | 立場良     | 岡田敏靖        |
| 第29話 | 3月8日         | 謎のオルメカ人基地                |            | 立場良     | 川端宏          |
| 第30話 | 3月15日        | 決死の大脱走作戦                  |            | 立場良     | 岡田敏靖        |
| 第31話 | 4月5日         | 新しい太陽の村                    |            | 立場良     | 岡田敏靖        |
| 第32話 | 4月12日        | コンドル奪回作戦                  | 立場良     | 鳥海永行   | 川端宏          |
| 第33話 | 4月19日        | 立ち上がったマヤの民              | 鳥海永行   | 鳥海永行   | 岡田敏靖        |
| 第34話 | 4月26日        | オルメカ基地総攻撃                | 矢沢則夫   | 立場良     | 川端宏          |
| 第35話 | 5月10日        | オルメカ基地の秘密                | 日下部光雄 | 立場良     | 岡田敏靖        |
| 第36話 | 5月17日        | 巨大兵器との戦い 巨石神像との戦い | 日下部光雄 | 立場良     | 川端宏          |
| 第37話 | 5月24日        | 扉を開く黄金都市                  | 矢沢則夫   | 立場良     | 岡田敏靖        |
| 第38話 | 5月31日        | 黄金都市の危機 巨石神像の最後     | 高橋資祐   | 立場良     | 岡田敏靖        |
| 第39話 | 6月7日         | 新たなる冒険へ 未来へ!!           | 鳥海永行   | 鳥海永行   | 岡田敏靖        |

## 再放送について
本放送時のフォーマットはカラー16ミリフィルム、モノラル音声（シネテープ付き音声）制作、素材は1インチVTR（アナログ）を使用していた。しかしNHKが契約切れと共に消去してしまい、権利元のMK COMPANYも原版を紛失してしまったため、1998年4月6日から1999年1月4日にかけてNHK衛星第2テレビジョン（NHK BS2）での再放送以降は新規製作のD3-VTR（デジタル）完プロを使用、フランスからプリントフィルムを逆輸入し、主人公エステバン以外の声優はすべて変更の上、再アフレコを行った。

## 新作企画
2008年にフランスで『Les mystérieuses cités d'or』の新作の企画が発表された。アングレームのBlue Spiritによる制作で、TF1系列の子供向け番組・TFOUにて2013年に、第2シーズンが2016年に放送された。

## DVD
- 太陽の子 エステバン DVD-BOX1 ASIN:B0000A5B3R
- 太陽の子 エステバン DVD-BOX2 ASIN:B0000AHLKG

※NHK BS2再放送時の完プロ（再放送用素材）D3-VTRからデジタルベータカムに転写した素材でパッケージング商品化。